# 札幌コンサートホールKitara
1. ・ホール内観（客席から見たステージ）
2. ・ホール内観（ステージから見た客席）
3. ・ホワイエ 等

札幌コンサートホール Kitara（さっぽろコンサートホール キタラ）は、札幌市中央区にあるコンサートホール。「優良ホール100選」選定。愛称の「Kitara」は公募による。札幌市の音楽講師・内村直子氏の発案が選定された。ギリシャ神話の芸術の神・アポローンの楽器「キタラ」と方位の「北」の意味が込められている。竪琴である「キタラ」のまっすぐに張られた弦には調和や未来への希望の意味があることなどが選定理由。楽器の「キタラ」のスペルは"kithara"だが、浸透しにくいなどの理由から"t"と"a"の間にある"h"が省かれ"kitara"とされた。その音響は世界的と評価されており、その一例として1998年にバーミンガム市交響楽団を伴って演奏に訪れた指揮者サイモン・ラトルは「近代的なコンサートホールとしては世界一」と評した。

## 概要
北海道内初の音楽専用ホールとして、1997年7月4日、中島公園に開館。札幌市が所有し、同市の外郭団体である公益財団法人札幌市芸術文化財団が指定管理者として運営管理を行っている。「国内外の音楽家が集い、札幌から音楽を創造する空間」「市民の教育の場としての空間」を事業展開のコンセプトにしており、主催事業と貸館事業を実施している。楽器の生の音を最大限に引き出せるよう音響設計した世界水準のコンサートホールであり、すべての公演にチケットテイク、クローク、座席への案内などを専門に行うレセプショニストを配置している。札幌交響楽団が活動拠点にしているほか、『パシフィック・ミュージック・フェスティバル』 (PMF)、『北海道吹奏楽コンクール』、『さっぽろアートステージ』の一環で行われる『さっぽろスクール音楽祭』などを開催（もしくは会場として使用）している。
2028年度以降、約2年間、老朽化に伴う改修工事のため長期休館予定。

## 施設
Kitaraの音響設計では曲線の反射壁を客席に設置しており、北海道産の柔らかい木材を使用している。また、オーケストラが発した音をホール全体に拡散させるため、ステージの上に軽量コンクリート製の反射板4枚を組み合わせた幅17 mになる音響反射板を吊り下げている。大小3つのリハーサル室は遮音に配慮した浮き床構造になっている。中庭を一般開放しており、夏はオープン・カフェとなり、冬はクリスマスツリーを飾る。建物内外には、北海道出身の彫刻家・安田侃による3つの作品からなる「相響」を展示している。
- 大ホール（アリーナ型ヴィンヤード形式）
  - 座席数：2,008席（1階席529席、2階席1,079席、3階席400席）、車椅子スペース12席
  - 舞台：オープンステージ（大きさ20 m×13.5 m×20 m）
  - 残響時間：空席時約2.2秒（満席時約2.0秒）
  - 舞台機構：電動照明バトン7本、電動美術バトン4本
  - パイプオルガン：アルフレッド・ケルン社（英語版）製
  - 迫り：26分割電動式
  - 楽屋：大楽屋4室（2室にアップライトピアノあり）、中楽屋4室（1室にグランドピアノあり）、小楽屋5室（アップライトピアノあり）
  - 応接室
  - 主催者控室
  - ホワイエ
  - クロークルーム（3ヵ所）
  - Kitaraギャラリー
  - カフェ・バーコーナー：グァルネリ、アマティ、クリコ
  - 多目的トイレ（札幌式）
- 小ホール（シューボックス型）
  - 座席数：453席（1階席343席、2階席110席）、車椅子スペース6席、補助席20席設置可
  - 舞台：オープンステージ（大きさ14 m×8.7 m×13.5 m）
  - 残響時間：空席時約1.7秒（満席時約1.6秒）
  - 舞台機構：電動照明バトン4本、電動美術バトン3本
  - 楽屋：大楽屋1室（畳部分あり、アップライトピアノあり）、中楽屋2室（アップライトピアノあり）、小楽屋3室（2室にアップライトピアノあり）
  - ホワイエ
  - クロークルーム
  - カフェ・バーコーナー：アウロス
  - 多目的トイレ（札幌式）
- 大リハーサル室
  - ピアノ、オルガン（カール・シュッケ社製）
- 小リハーサル室A
  - ピアノ、オルガン（オーバーリンガー社製）
- 小リハーサル室B
  - ピアノ
- アーティストラウンジ（3ヵ所）
- Kitaraショップ
- テラスレストラン Kitara
- 託児ルーム（有料・予約制）

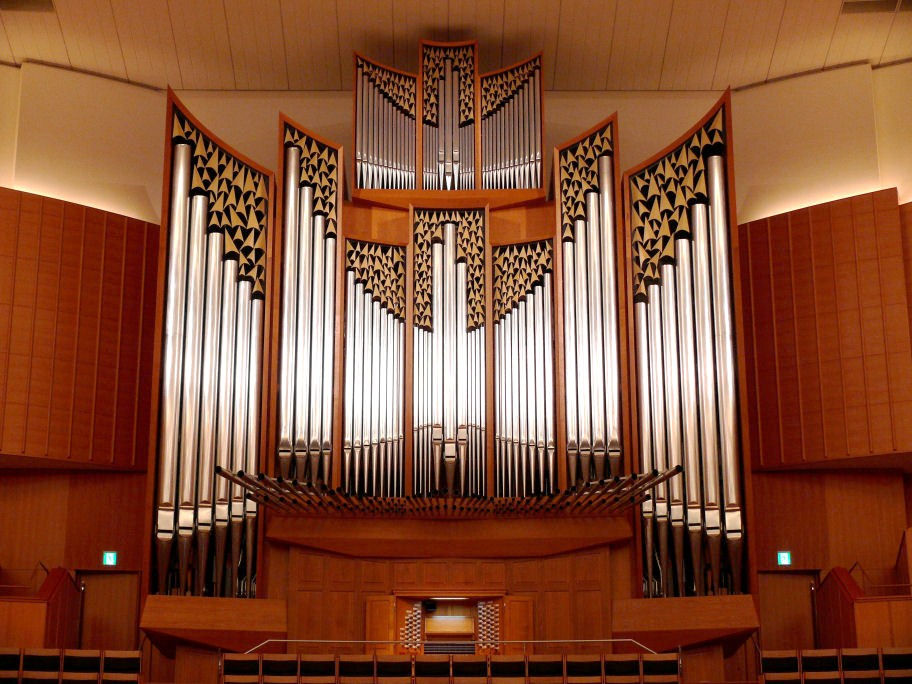
大ホールのパイプオルガン
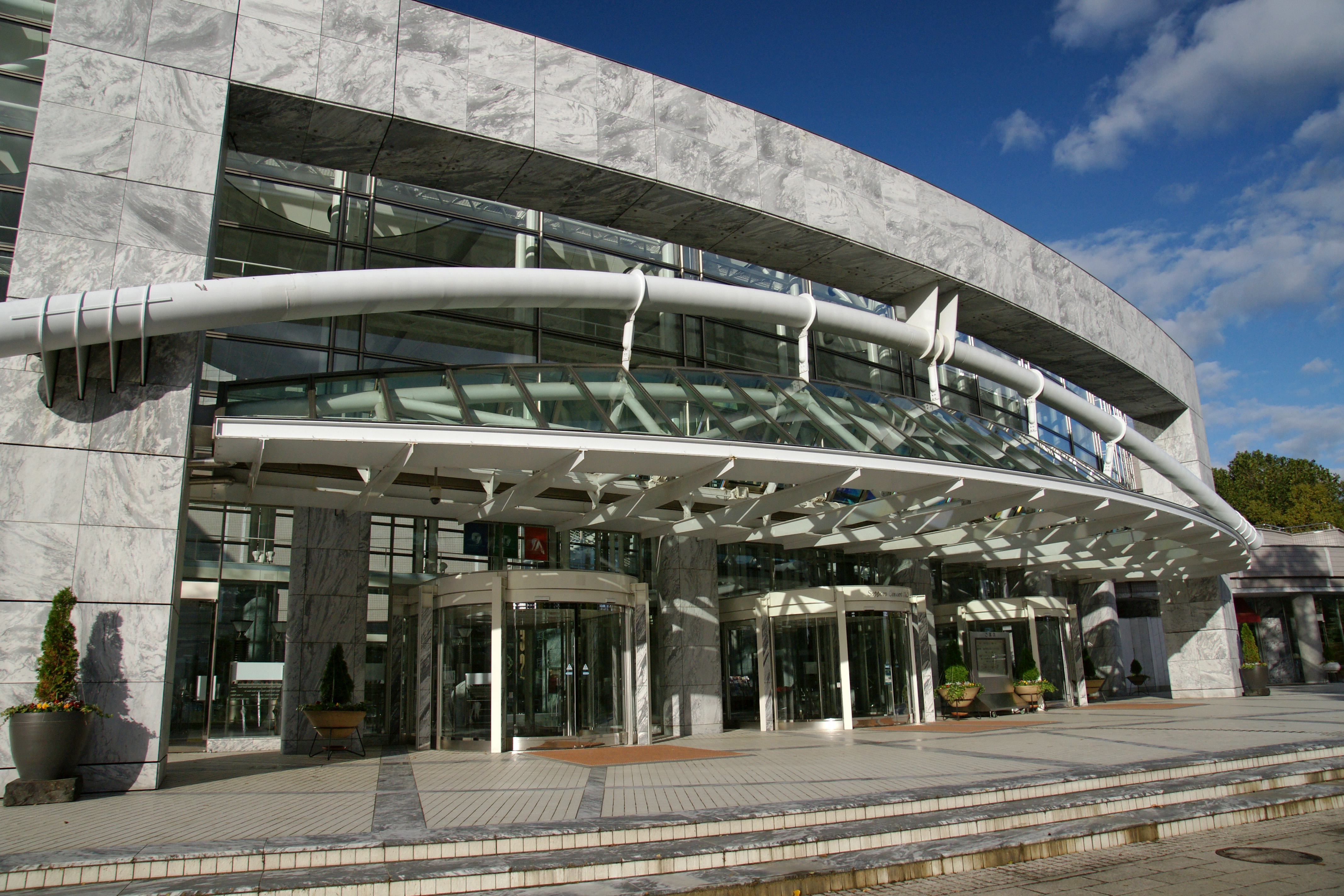
メインエントランス
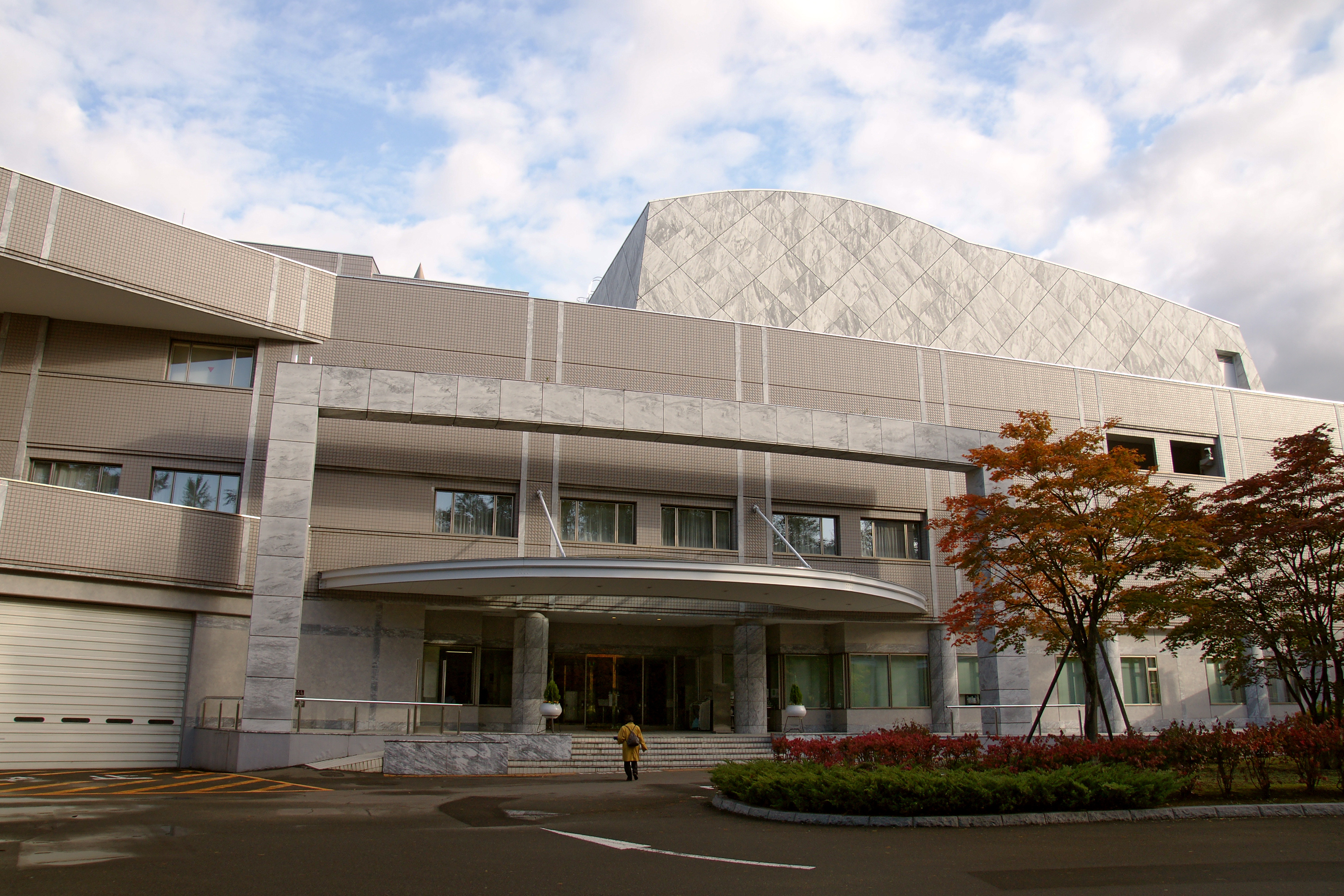
サブエントランス

## アクセス
- 北海道中央バス「中島公園入口」「幌平橋」バス停下車
- ジェイ・アール北海道バス「中島公園入口」「中島公園駅前」「幌平橋駅前」バス停下車
- 札幌市電中島公園通停留場から徒歩約4分
- 札幌市営地下鉄南北線中島公園駅・幌平橋駅から徒歩約7分